# Aimable Hageau
Aimable ou Amable Hageau (né le 16 juin 1756 à Anguilcourt-le-Sart, et mort le 12 septembre 1836 à Clamecy) était un ingénieur français du corps des ponts et chaussées ayant conçu plusieurs canaux aux XVIIIe et XIXe siècle.

## Biographie

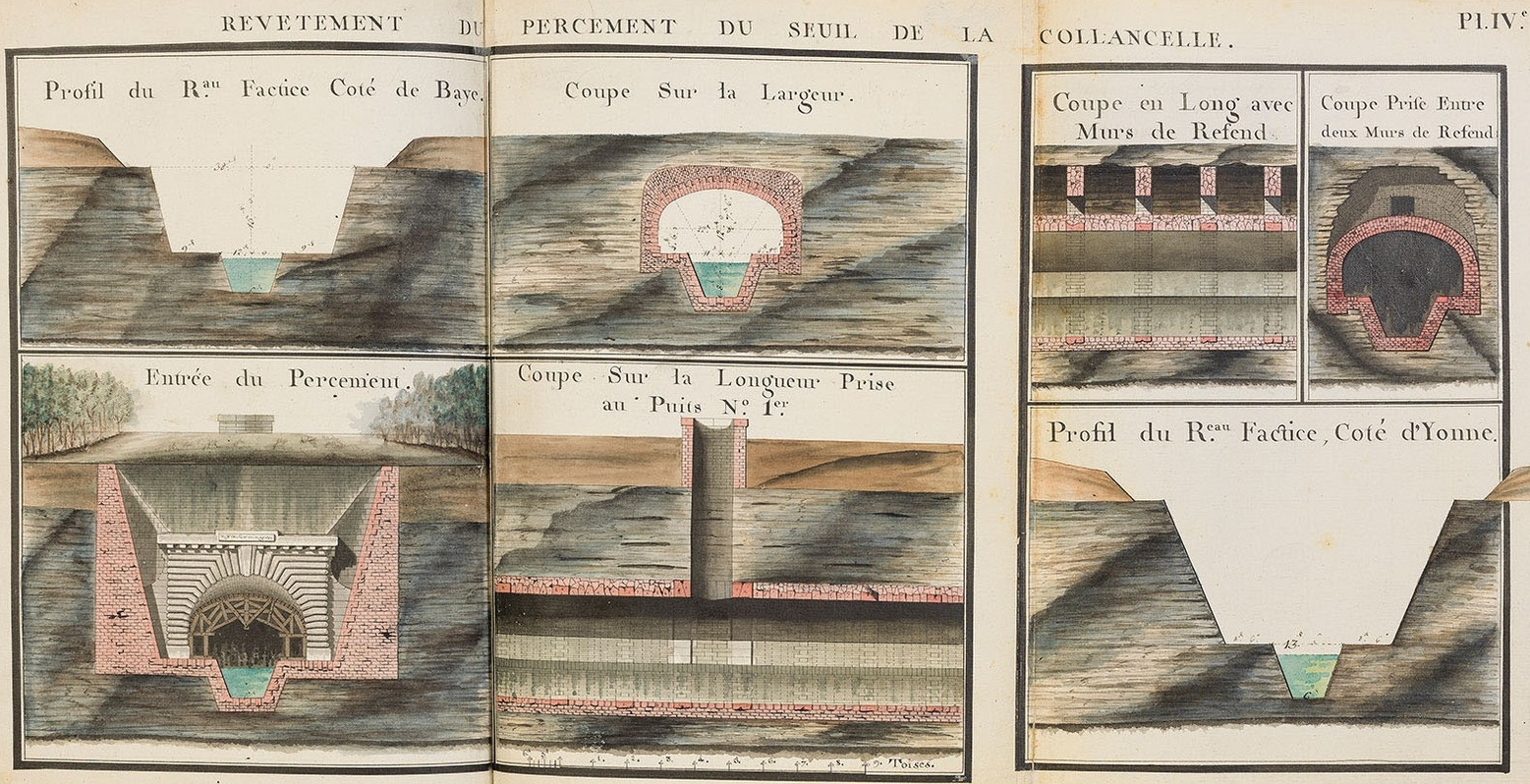
Planche IV de la Description du canal du Nivernais par Aimable Hageau

Fils de paysans modestes de l'Aisne, il monte à Paris où il étudie les mathématiques auprès d'Antoine-René Mauduit qui le recommande à Jean-Rodolphe Perronet. Ce dernier l'envoie faire ses armes sur le chantier du canal du Nivernais : il reçoit son brevet d'ingénieur en 1784 et fait percer les voûtes de La Collancelle. Les travaux sont interrompus par la Révolution, mais il reste attaché au service départemental de la Nièvre jusqu'en 1803.
Il est remarqué par Émiland Gauthey, membre du conseil général des ponts et chaussées, qui décide d'employer ses talents sur le canal du Rhône au Rhin. Il y réalise l'écluse de Dole et obtient une promotion comme ingénieur en chef du nouveau canal de la Meuse au Rhin décidé par Napoléon Ier entre Venlo et Neuss, dont les travaux sont finalement interrompus en 1811. Il est alors transféré dans le département de Jemappes où il travaille entre autres aux canaux Bruxelles-Charleroi et Mons-Condé. Une nouvelle promotion l'amène comme inspecteur divisionnaire dans les départements d'Italie jusqu'à la chute de l'Empire.
En 1818 il est affecté par Mathieu Molé, directeur général des ponts et chaussées, à Paris où il supervise les travaux du canal de l'Ourcq ainsi que l'achèvement de ceux de Saint-Denis et Saint-Martin. Il propose ensuite la reprise des travaux du canal du Nivernais si longtemps interrompus et en obtient la direction jusqu'en 1824. Il se consacre alors à ses fonctions au sein du conseil des ponts et chaussées et à sa mission d'inspection dans le Midi, contribuant à l'amélioration du canal des deux mers.
En 1830 il est radié des cadres et se retire sur les lieux de ses premières réalisations à Clamecy où il meurt six ans plus tard.

## Publications
- Rapport sur le projet de canal latéral au Tibre dans le département de Trasimène, Turin, 1812[2]
- Description du canal de jonction de la Meuse au Rhin, Paris, 1819
- Rapport sur l'état des routes en France, Paris, 1829

## Hommage
Un chemin porte son nom à Viersen, sur les rives de l'un des tronçons du Grand Canal du Nord.